# Hethersgill
Hethersgill är en by och en civil parish i Cumbria, England. Orten har 382 invånare (2001).